# Jon Vitti
Jon Vitti är en amerikansk författare som är mest känd för sina uppskattade manus till den tecknade komediserien The Simpsons. Han har också skrivit manus till tv-serierna King of the Hill och The Critic, samt arbetat som konsult för ett flertal tecknade filmer, bland annat Ice Age (2002) och Robotar (2005). Han var en av de elva författarna till The Simpsons Movie och han var även ansvarig för filmversionen av Alvin and the Chipmunks, till vilken han skrev manuset.
Vitti har en akademisk examen från Harvard University, där han tillsammans med Mike Reiss var ledare för Harvard Lampoon. Innan han började skriva för The Simpsons, hade han ett kort samarbete med Saturday Night Live. Senare beskrev han den tiden på ett DVD-kommentatorspår som "a very unhappy year" (ett väldigt olyckligt år). Efter att ha hoppat av skrivarstaben under  The Simpsons fjärde säsong, har Vitti skrivit åt HBO-serierna The Larry Sanders Show och Da Ali G Show.
Ibland har hans namn skrivits som "John Vitti".
Vitti är den näst flitigaste författaren av The Simpsons; hans 25 avsnittsmanus placerar honom efter John Swartzwelder, som skrev 59 manus.
Vitti har också skrivit under pseudonymen Penny Wise. Han använde pseudonymen för avsnitten "Another Simpsons Clip Show" och "The Simpsons 138th Episode Spectacular", eftersom han, som han förklarade på ett DVD-kommentatorspår, inte ville bli krediterad för ett program med sammansatta klipp. Hans riktiga namn står dock med på det första The Simpsons-"klippavsnittet" - "So It's Come to This: A Simpsons Clip Show".
Vittis fru, Ann, är syster till George Meyer, en annan författare till The Simpsons.

## Produktioner

### The Simpsonsavsnitt
Vitti står som manusförfattare till följande avsnitt:

#### Säsong 1
- "Bart the Genius"
- "Homer's Night Out"
- "The Crepes of Wrath"

#### Säsong 2
- "Simpson and Delilah"
- "Bart's Dog Gets an F"
- "Lisa's Substitute"

#### Säsong 3
- "When Flanders Failed"
- "Burns Verkaufen der Kraftwerk"
- "Radio Bart"
- "Bart the Lover"
- "Black Widower"

#### Säsong 4
- "Treehouse of Horror III"
- "Mr. Plow"
- "Brother from the Same Planet"
- "So It's Come to This: A Simpsons Clip Show"

#### Säsong 5
- "Cape Feare"

#### Säsong 6
- "Another Simpsons Clip Show"

#### Säsong 7
- "Home Sweet Homediddly-Dum-Doodily"
- "The Simpsons 138th Episode Spectacular"

#### Säsong 13
- "The Old Man and the Key"
- "Weekend at Burnsie's"
- "Little Girl in the Big Ten"

#### Säsong 15
- "Simple Simpson"
- "Marge vs. Everyone"

#### Säsong 16
- "Sleeping with the Enemy"